# Teufelsgraben (Bayreuth)

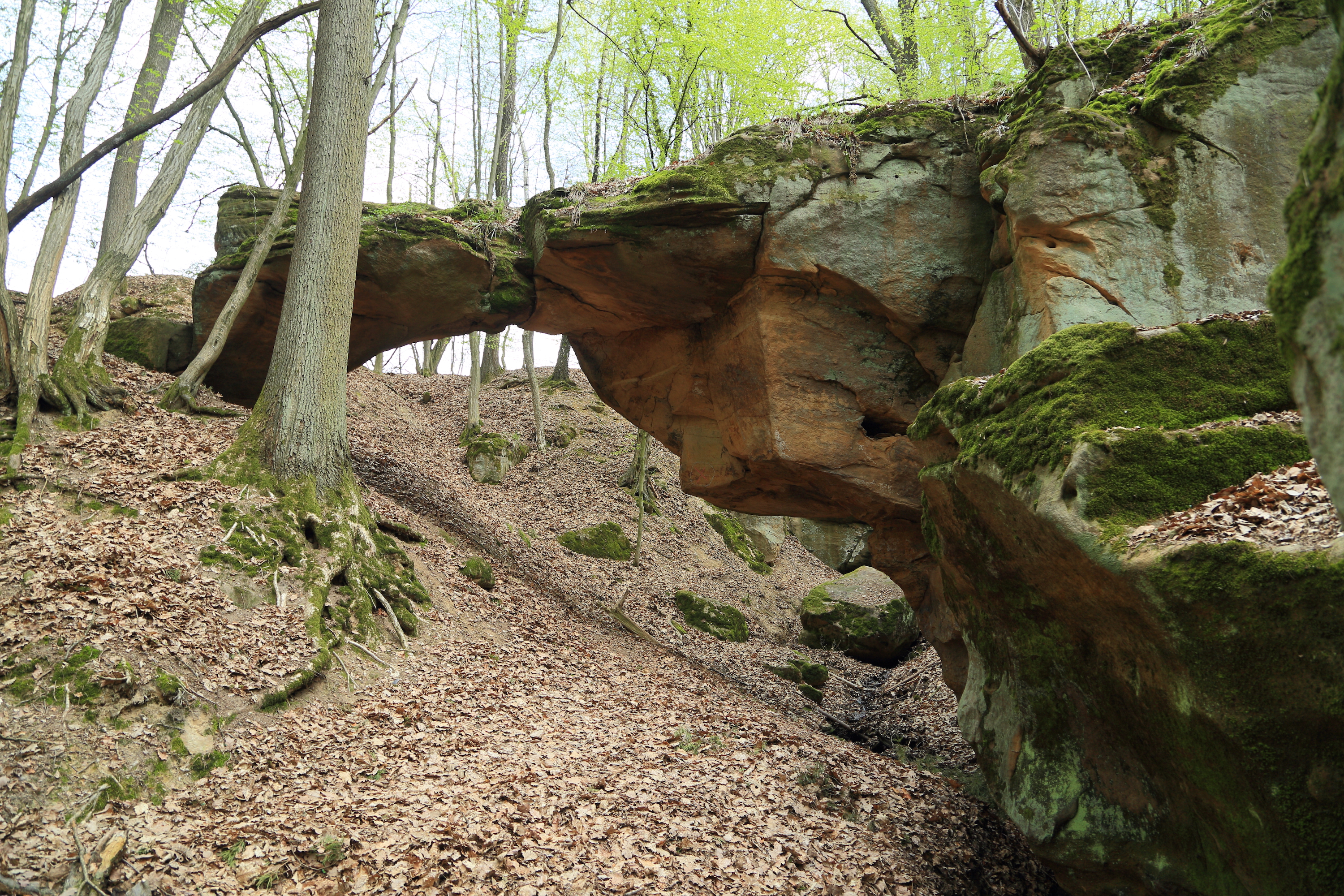
Naturbrücke „Teufelsbrücke“ aus Rhätsandstein

Teufelsgraben ist ein Gemeindeteil der kreisfreien Stadt Bayreuth im bayerischen Regierungsbezirk Oberfranken. Dörnhof liegt in der Gemarkung Oberpreuschwitz.

## Geografie
Beim Weiler entspringt der Teufelsgraben, ein linker Zufluss der Mistel. Hier befindet sich das Naturdenkmal Teufelsbrücke, ein zur natürlichen Brücke ausgewaschener Sandsteinfels. Ein Anliegerweg führt nach Oberpreuschwitz (0,9 km nördlich).

## Geschichte
Von 1797 bis 1810 unterstand der Ort dem Justiz- und Kammeramt Bayreuth. Mit dem Gemeindeedikt wurde Teufelsgraben dem 1812 gebildeten Steuerdistrikt Eckersdorf und der zugleich gebildeten Ruralgemeinde Oberpreuschwitz zugewiesen. Am 1. Juli 1976 wurde Teufelsgraben im Zuge der Gebietsreform in Bayern nach Bayreuth eingemeindet.

### Einwohnerentwicklung
| Jahr      | 001819 | 001822 | 001861 | 001871 | 001885 | 001900 | 001925 | 001950 | 001961 | 001970 | 001987 |
| Einwohner | *      | 6      | †      | 10     | 7      | 7      | 17     | 12     | 19     | 17     | 15     |
| Häuser    |        | 2      |        |        | 1      | 1      | 2      | 2      | 3      |        | 3      |
| Quelle    | [ 8 ]  | [ 5 ]  | [ 9 ]  | [ 10 ] | [ 11 ] | [ 12 ] | [ 13 ] | [ 14 ] | [ 15 ] | [ 16 ] | [ 1 ]  |

## Religion
Teufelsgraben ist evangelisch-lutherisch geprägt und nach St. Ägidius (Eckersdorf) gepfarrt.